# Битва за Міндоро
Битва за Міндоро — частина філіппінської кампанії 1944—1945 років, бойові дії між військами США та Японської імперії в центральній частині Філіппін 13–16 грудня 1944 року.
Армія США за підтримки військово-морського флоту та військово-повітряних сил здійснили висадку морського десанту на острів Міндоро та перемогли імперську армію Японії. Імперський флот не чинив жодного спротиву висадці американських військ, за винятком атак камікадзе на американські кораблі.
Японські підрозділи на Міндоро не були численними, тому їх ліквідували за три дні. Армії США допомагали філіппінські партизани з числа місцевого населення.
Одразу після захоплення американці почали будувати військові аеродроми та бази для використання їх при наступному великому вторгненні на острів Лусон.